# Municipio de Acme (Míchigan)
El municipio de Acme (en inglés: Acme Township) es un municipio ubicado en el condado de Grand Traverse en el estado estadounidense de Míchigan. En el año 2010 tenía una población de 4375 habitantes y una densidad poblacional de 66,81 personas por km².

## Geografía
El municipio de Acme se encuentra ubicado en las coordenadas 44°47′31″N 85°27′44″O / 44.79194, -85.46222. Según la Oficina del Censo de los Estados Unidos, el municipio tiene una superficie total de 65.48 km², de la cual 64.77 km² corresponden a tierra firme y (1.09%) 0.71 km² es agua.

## Demografía
Según el censo de 2010, había 4375 personas residiendo en el municipio de Acme. La densidad de población era de 66,81 hab./km². De los 4375 habitantes, el municipio de Acme estaba compuesto por el 96.3% blancos, el 0.3% eran afroamericanos, el 0.75% eran amerindios, el 0.55% eran asiáticos, el 0.02% eran isleños del Pacífico, el 0.41% eran de otras razas y el 1.67% pertenecían a dos o más razas. Del total de la población el 1.51% eran hispanos o latinos de cualquier raza.